# Heinz Dreßler
Heinz Dreßler (* 29. August 1937) war von 1956 bis 1958 Fußballspieler in der DDR-Oberliga, der höchsten Liga im DDR-Fußball und trat für die Betriebssportgemeinschaft (BSG) Rotation Babelsberg an. 

## Sportliche Laufbahn
Mit 18 Jahren bestritt Heinz Dreßler sein erstes DDR-Oberliga-Spiel, als er am 11. März 1956 in der Begegnung des 1. Spieltages der Saison 1956 (Kalenderjahrsaison) Rotation Babelsberg – SC Einheit Dresden (1:0) zu Beginn der 2. Halbzeit für den Rechtsaußenstürmer Paul Philipp eingewechselt wurde. Es blieb sein einziger Einsatz in dieser Spielzeit. 1957 begann Dreßler ebenfalls mit dem 1. Punktspiel, diesmal in der Startelf, wurde aber in der 63. Minute ausgewechselt. Danach kam er erst wieder am 18. Spieltag zum Einsatz, absolvierte aber bis zum Saisonende alle neun Oberligaspiele. Dabei kam er auch zu zwei Toren, die jedoch die einzigen seiner Oberligakarriere blieben. In der Spielzeit 1958 gelang es Dreßler, sich in die Stammelf der BSG Rotation zu spielen. In den 26 Oberligaspielen bestritt er 23 Partien, in denen er in der Regel als Linksaußenstürmer aufgeboten wurde. Nach der Saison musste Rotation aus der Oberliga absteigen. In den folgenden beiden DDR-Liga-Spielzeiten gehörte Dreßler zum erweiterten Spielerstamm. In den insgesamt 52 ausgetragenen Ligaspielen kam er 35-mal zum Einsatz und war mit drei bzw. fünf Toren als Torschütze erfolgreich. 
Zur Saison 1961/62 (Rückkehr zum Sommer-Frühjahr-Spielrhythmus) wurde die DDR-Ligamannschaft der BSG Rotation zum neu gegründeten SC Potsdam delegiert, der den Ligaplatz vor Rotation übernahm. Dreßler gehörte zu den elf Rotationspielern, die vom Sportclub übernommen wurden und fand sich in der neuformierten Mannschaft gut zurecht. In den wegen des Saisonwechsels 39 ausgetragenen Ligaspielen bestritt er 31 Partien und wurde mit 17 Treffern Torschützenkönig des Sportclubs. 1962/63 fehlte Dreßler bei elf von 26 Punktspielen, konnte aber sechs Tore erzielen. In den nächsten drei Spielzeiten rückte er mit 63 Ligaspielen wieder die Stammelf auf und wurde 1963/64 mit zwei weiteren Spielern mit jeweils sieben Treffern noch einmal Torschützenkönig. 
Im Januar 1966 wurde das Fußballprojekt des SC Potsdam wegen Erfolglosigkeit beendet, und die Fußballsektion wurde in die BSG Motor Babelsberg eingegliedert. Die bisher viertklassige BSG übernahm den Ligaplatz des Sportclubs. Heinz Dreßler spielte mit der BSG Motor noch drei Spielzeiten in der DDR-Liga. In diesem Zeitraum wurden 75 Punktspiele ausgetragen, von denen Dreßler 52 bestritt. In jeder Saison gehörte er zu den Torschützen, kam insgesamt aber nur sechsmal zum Erfolg. Nach der Saison 1967/68 musste die BSG Motor Babelsberg in die drittklassige Bezirksliga absteigen. Als die Mannschaft 1971/72 noch einmal in der DDR-Liga spielte, gehörte Heinz Dreßler nicht mehr zum Kader und tauchte auch anderweitig nicht mehr im höheren Ligenbereich auf.